# Голуб-дракон
Голуб-дракон — геральдична міфічна тварина, потвора з головою і тілом голуба та крилами, ногами і хвостом дракона. Певним чином голубиний вид василіска.
Як негеральдична фігура, вона є геральдичною твариною в геральдиці. Він дуже рідко з'являється в гербі або над ним.
Цього драконового голуба називають Голубом-драконом, також називають драконським голубом, і в реальному світі ця назва також означає східних голубів.